# Лейсі Шебер
Лейсі Ніколь Шебер (англ. Lacey Nicole Chabert, [ʃəˈbɛər] shə-BAIR; нар. 30 вересня 1982, Гаттісбург, Міссісіпі) — американська акторка та модель. 
Однією з її перших ролей як дитячої акторки була роль Б'янки Монтгомері, дочки Еріки Кейн, у серіалі «Всі мої діти» з 1992 по 1993 рік. Ще більшої популярності їй принесла роль Клаудії Селінджер у телевізійній драмі «Нас п’ятеро» на каналі Fox (1994—2000).
У кіно знялася у таких фільмах, як «Загублені у космосі» (1998), «Недитяче кіно» (2001) та «Черговий тато» (2003), а також виконала головні ролі Гретхен Вінерс у «Поганих дівчиськах» (2004), Меґ Каммінгс у «10 брудних вчинках» (2005), Дани Матіс у рімейку жахів «Чорне Різдво» (2006) та Пенелопи в анімаційному фільмі «Все, що я хочу на Різдво — це ти» (2017). Шебер також знялася у понад 30 фільмах каналу Hallmark.
Серед багатьох ролей Шебер — Еліза Торнберрі в анімаційному серіалі Nickelodeon «Дика сімейка Торнберрі» (1998—2004) та повнометражних фільмах «Дика сімейка Торнберрі» і «Карапузи зустрічаються з Торнберрі»; Меґ Ґріфін у першому сезоні анімаційного ситкому «Сім'янин» у 1999 році; Мако у відеогрі «Star Wars: The Old Republic», супергеройка Затанна Затара в коміксах DC Comics та принцеса Еліза в англійському дубляжі «Sonic the Hedgehog» (2006).

## Ранні роки
Лейсі Ніколь Шебер народилася 30 вересня 1982 року в Гаттісбурзі, штат Міссісіпі, і виросла в сусідньому Первісі. Її батько — каджун з Луїзіани. У неї є молодший брат Тоні та старша сестра Кріссі. Її старша сестра Венді померла від серцевого нападу в листопаді 2021 року. Лейсі здобула титул «Найкрасивіша дівчинка світу» на конкурсі «World's Our Little Miss Scholarship Competition» у 1985 році. У дитинстві вона також брала участь у конкурсах краси й виборола титул «Міні Міс Міссісіпі».

## Акторська кар'єра
Деякі з перших ролей Шебер були в телевізійній рекламі Burger King, сиропу від кашлю Triaminic, Zest та ляльок Secret Beauties. У 1992-93 роках Шебер зіграла юну Козетту у виставі «Знедолені» на Бродвеї. Вона з'явилася на першому альбомі «The Broadway Kids» «The Broadway Kids Sing Broadway» (1994), де заспівала власні соло у таких піснях, як «The Girl I Mean to Be» (з «Таємного саду») та «Castle on a Cloud» (зі «Знедолених»).
Шебер дебютувала на великому екрані в ролі Пенні Робінсон у фільмі «Загублені у космосі» (1998). Потім виконала другорядну роль Аманди Беккер у пародійному фільмі «Недитяче кіно» (2001), а також озвучила Алеу, доньку головного героя, у фільмі «Балто 2: Шлях вовка» (2002). Шебер також знялася в ролі Гретхен Вінерс, дівчини, яка намагається закріпити свій сленговий термін «фетч», у популярному фільмі «Погані дівчиська» (2004). Вона та її колеги-зірки Ліндсі Лохан, Рейчел Мак-Адамс та Аманда Сайфред стали лауреатками кінопремії MTV 2005 року в номінації «Найкраща команда».
У листопаді 2023 року Шебер знялася в рекламному ролику до чорної п'ятниці для Walmart на тему «Поганих дівчисьок» разом зі своїми зірками Ліндсі Лохан, Амандою Сайфред, Раджівом Сурендрою та Деніелом Францезом. Другий рекламний ролик, під назвою «Середа Гретхен», був повністю зосереджений на героїні Шебер — Гретхен Вінерс та її сімейному житті. 27 листопада 2023 року було оголошено, що Шебер працює над проєктом Hallmark «Святкування з Лейсі Шебер», прем'єра якого відбулася 10 вересня 2024 року на каналі Hallmark+. Вона також виступила виконавчою продюсеркою цього проєкту.

## У ЗМІ
Знявшись у понад 30 фільмах каналу Hallmark, багато з яких присвячені святам, Лейсі Шебер називають «королевою різдвяних фільмів Hallmark». Вона також з'являлася на обкладинках численних журналів, таких як Stuff, People, Entertainment Weekly, TV Guide і Maxim.

## Особисте життя
22 грудня 2013 року в Лос-Анджелесі Шебер одружилася зі своїм давнім бойфрендом Девідом Недаром. У вересні 2016 року народила доньку.

## Фільмографія

### Фільми
| Рік  |    | Українська назва                              | Оригінальна назва                                  | Роль             |
| ---- | -- | --------------------------------------------- | -------------------------------------------------- | ---------------- |
| 1997 | мф |                                               | Journey Beneath the Sea                            | Мерла            |
| 1997 | мф | Вершник без голови                            | Redux Riding Hood                                  | Червона Шапочка  |
| 1997 | мф | Малята в Країні іграшок                       | Babes in Toyland                                   | Джилл            |
| 1997 | мф | Анастасія                                     | Anastasia                                          | юна Анастасія    |
| 1998 | ф  | Загублені у космосі                           | Lost in Space                                      | Пенні Робінсон   |
| 1998 | мф | Король Лев 2: Гордість Сімби                  | The Lion King II: Simba's Pride                    | юна Вітані       |
| 1998 | мф | Американський хвіст: Скарби острова Мангеттен | An American Tail: The Treasure of Manhattan Island | Таня Маускевич   |
| 1999 | мф | Американський хвіст: Загадка Нічного монстра  | An American Tail: The Mystery of the Night Monster | Таня Маускевич   |
| 1999 | мф |                                               | We Wish You a Merry Christmas                      | Сінді            |
| 2001 | ф  | Коледж                                        | Tart                                               | Елоїза Логан     |
| 2001 | ф  | Недитяче кіно                                 | Not Another Teen Movie                             | Аманда Беккер    |
| 2002 | ф  | Легенда рідного міста                         | Hometown Legend                                    | Рейчел Соєр      |
| 2002 | мф | Балто 2: Шлях вовка                           | Balto II: Wolf Quest                               | Алеу             |
| 2002 | мф | Снігові пси                                   | Snow Dogs                                          | маленька Алеутія |
| 2002 | ф  | Дружина мерзотника                            | The Scoundrel's Wife                               | Флорида Піку     |
| 2002 | мф | Дика сімейка Торнберрі                        | The Wild Thornberrys Movie                         | Еліза Торнберрі  |
| 2003 | ф  | Черговий тато                                 | Daddy Day Care                                     | Дженні           |
| 2003 | мф | Карапузи зустрічаються з Торнберрі            | Rugrats Go Wild                                    | Еліза Торнберрі  |
| 2004 | кф |                                               | On Tracy Lane: Back to Maybe                       | головна героїня  |
| 2004 | ф  | Погані дівчиська                              | Mean Girls                                         | Гретхен Вінерс   |
| 2004 | ф  | Тінь страху                                   | Shadow of Fear                                     | Елісон Гендерсон |
| 2005 | ф  | 10 брудних вчинків                            | Dirty Deeds                                        | Меґ Каммінгс     |
| 2005 | мф | Братц: Суперзірки                             | Bratz Rock Angelz                                  | Кейсі            |
| 2006 | ф  | Славні хлопці                                 | High Hopes                                         | Сінді            |
| 2006 | ф  | Фатва                                         | Fatwa                                              | Ноа Ґолдман      |
| 2006 | ф  | Нова хвиля                                    | A New Wave                                         | Джусі            |
| 2006 | мф | Братц: Магічна сила                           | Bratz: Genie Magic                                 | Кейсі            |
| 2006 | ф  | Тяга до задоволень                            | The Pleasure Drivers                               | Фаруза           |
| 2006 | мф | Пригоди сніговика                             | Choose Your Own Adventure: The Abominable Snowman  | Кріста Норт      |
| 2006 | мф | Братц: Королеви моди                          | Bratz: Passion 4 Fashion – Diamondz                | Кейсі            |
| 2006 | ф  | Чорне Різдво                                  | Black Christmas                                    | Дана Матіс       |
| 2007 | ф  | Неочікуване кохання                           | Be My Baby                                         | Тіффані          |
| 2007 | ф  | Бути Майклом Медсеном                         | Being Michael Madsen                               | Ванесса Рапапорт |
| 2008 | ф  | Шлях Шермана                                  | Sherman's Way                                      | Марсі            |
| 2008 | ф  | Зв'яжись зі мною                              | Reach for Me                                       | Сара             |
| 2009 | ф  | Привиди колишніх подружок                     | Ghosts of Girlfriends Past                         | Сандра           |
| 2010 | ф  | Небезпечні сни                                | In My Sleep                                        | Бекі             |
| 2010 | ф  | Спрага                                        | Thirst                                             | Ноель Едвардс    |
| 2010 | ф  | Квантовий квест: Космічна одіссея             | Quantum Quest: A Cassini Space Odyssey             | Джинна           |
| 2011 | ф  |                                               | Destruction Party                                  | Ава              |
| 2011 | ф  | Святковий грабіж                              | A Holiday Heist                                    | Дженніфер        |
| 2012 | ф  | Крихітка з Беверлі-Хіллз 3                    | Beverly Hills Chihuahua 3: Viva La Fiesta!         | Шарлотта         |
| 2013 | ф  | Санаторій                                     | Sanitarium                                         | міс Лорн         |
| 2013 | ф  | Злегка самотній в Л.А.                        | Slightly Single in L.A.                            | Дейл Сквайр      |
| 2013 | мф | Скубі-Ду! Напад Меха-Пса                      | Scooby-Doo! Mecha Mutt Menace                      | Мелані Стейплз   |
| 2013 | ф  | Все можливо                                   | Anything Is Possible                               | Меґґі            |
| 2013 | ф  |                                               | Off Season: Lex Morrison Story                     | Саллі Саммерс    |
| 2014 | ф  | Розповіді про взуття                          | Telling of the Shoes                               | Еббі             |
| 2014 | ф  | Привид Гуднайт Лейн                           | Ghost of Goodnight Lane                            | Дені             |
| 2014 | ф  | Крістіан Мінгл                                | Christian Mingle                                   | Ґвінет Гейден    |
| 2016 | мф |                                               | Ginger & Snapper                                   | Джинджер         |
| 2016 | ф  | Втрачене дерево                               | The Lost Tree                                      | Дженна Ліндс     |
| 2017 | мф | Все, що я хочу на Різдво — це ти              | All I Want for Christmas Is You                    | Пенелопа         |
| 2018 | кф |                                               | Do You                                             | Джейн            |

### Телебачення
| Рік       |    | Українська назва                         | Оригінальна назва                          | Роль                                   |
| --------- | -- | ---------------------------------------- | ------------------------------------------ | -------------------------------------- |
| 1991      | тф | Шматочок раю                             | A Little Piece of Heaven                   | Принцеса на прізвисько «Гейзел»        |
| 1992—1993 | с  | Всі мої діти                             | All My Children                            | Б'янка Монтгомері                      |
| 1993      | тф | Циганка                                  | Gypsy                                      | маленька Джун                          |
| 1994—2000 | с  | Нас п’ятеро                              | Party of Five                              | Клаудія Селінджер                      |
| 1996      | с  | ABC Спеціально після школи               | ABC Afterschool Specials                   | Карлі Ґаллагер                         |
| 1996      | мс | Гаргульї                                 | Gargoyles                                  | Кім, Боббі Портер                      |
| 1996      | мс | Справжні монстри                         | Aaahh!!! Real Monsters                     | дівчинка / діти                        |
| 1997      | мс | Пригоди з книги чеснот                   | Adventures from the Book of Virtues        | молодша донька                         |
| 1997      | тф | Коли секрети вбивають                    | When Secrets Kill                          | Дженні Ньюголл                         |
| 1997      | мс | Гей, Арнольде!                           | Hey Arnold!                                | Рут П. МакДуґал                        |
| 1997      | мс | Нічні кошмарики                          | Nightmare Ned                              | маленька дівчинка                      |
| 1998      | мс | Геркулес                                 | Hercules                                   | Калліста                               |
| 1998—2004 | мс | Дика сімейка Торнберрі                   | The Wild Thornberrys                       | Еліза Торнберрі                        |
| 1999—2018 | мс | Сім'янин                                 | Family Guy                                 | Мег Ґріфін, Джен Брейді                |
| 2001      | тф | Дика сімейка Торнберрі: Походження Донні | The Wild Thornberrys: The Origin of Donnie | Еліза Торнберрі                        |
| 2002      | мс | Сімейка Праудів                          | The Proud Family                           | додаткові голоси                       |
| 2002      | с  | Сильні ліки                              | Strong Medicine                            | Мері                                   |
| 2002      | с  | Шоу Дрю Кері                             | The Drew Carey Show                        | Ґрейс                                  |
| 2003      | мс | Стюарт Літтл                             | Stuart Little                              | Кеті                                   |
| 2004      | тф | Історія Брук Еллісон                     | The Brooke Ellison Story                   | Брук Еллісон                           |
| 2005      | мс | Американський дракон: Джейк Лонґ         | American Dragon: Jake Long                 | Жасмін                                 |
| 2005      | мс | Непереможна команда супермавпочок        | Super Robot Monkey Team Hyperforce Go!     | Сертана                                |
| 2005—2006 | мс | Братц                                    | Bratz                                      | Кейсі                                  |
| 2006      | тф | Привіт сестро – прощавай життя           | Hello Sister, Goodbye Life                 | Олівія                                 |
| 2006      | с  | Та, що говорить з привидами              | Ghost Whisperer                            | Донна Елліс                            |
| 2007      | тф | Що якби Бог був сонцем?                  | What If God Were the Sun?                  | Джеймі Спаньолетті                     |
| 2008—2009 | мс | Неймовірна Людина-павук                  | The Spectacular Spider-Man                 | Ґвен Стейсі                            |
| 2009      | тф | Зниклі                                   | The Lost                                   | Джейн                                  |
| 2011—2012 | мс | Генератор Рекс                           | Generator Rex                              | Джоджо                                 |
| 2011—2016 | мс | Трансформери: Боти Рятувальники          | Transformers: Rescue Bots                  | Денні Бернс                            |
| 2011—2022 | мс | Молода Ліга справедливості               | Young Justice                              | Затанна Затара                         |
| 2012      | мс | Лікар Плюшева                            | Doc McStuffins                             | жирафа Ґаббі, маленька дівчинка        |
| 2012      | мс | Месники: Могутні герої Землі             | The Avengers: Earth's Mightiest Heroes     | Дейзі Джонсон                          |
| 2013      | тф | Пугало                                   | Scarecrow                                  | Крістен Міллер                         |
| 2013—2014 | с  | Татко                                    | Baby Daddy                                 | доктор Емі Шоу                         |
| 2013—2015 | мс | Робоцип                                  | Robot Chicken                              | Еліза Торнберрі, Карлі Шей, мати-птиця |
| 2014      | тф | Колір Дощу                               | The Color of Rain                          | Джина Келл                             |
| 2014      | тф | Королівське Різдво                       | A Royal Christmas                          | Емілі Тейлор                           |
| 2014      | тф | Дерево, яке врятувало Різдво             | The Tree That Saved Christmas              | Моллі Логан                            |
| 2015      | тф | Любов поєднує серця                      | All of My Heart                            | Дженні Фінтлі                          |
| 2015      | тф | Сім'я на Різдво                          | Family for Christmas                       | Ханна Данбар                           |
| 2015      | тф | Різдвяна мелодія                         | A Christmas Melody                         | Крістін Парсон                         |
| 2016      | тф | Різдвяне бажання                         | A Wish for Christmas                       | Сара Томас                             |
| 2016—2017 | мс | Ліга справедливості                      | Justice League Action                      | Затанна Затара, Кілі Міллер            |
| 2016—2018 | мс | Вольтрон: легендарний захисник           | Voltron: Legendary Defender                | Німа, Ромелл, Те-ош                    |
| 2016—2019 | мс | Левина варта                             | The Lion Guard                             | Вітані                                 |
| 2016—2020 | мс | Шиммер і Шайн                            | Shimmer and Shine                          | Зета                                   |
| 2017      | тф | Місячне світло у Вермонті                | Moonlight in Vermont                       | Фіона Ренглі                           |
| 2017      | тф | Любов поєднує серця: Гніздечко Емілі     | All of My Heart: Inn Love                  | Дженні Фінтлі                          |
| 2017      | тф | Найсолодше Різдво                        | The Sweetest Christmas                     | Кайлі Вотсон                           |
| 2018      | тф | Мій таємний Валентин                     | My Secret Valentine                        | Хлоя Грейндж                           |
| 2018      | тф | Кохання на сафарі                        | Love on Safari                             | Кіра Слейтер                           |
| 2018      | тф | Любов поєднує серця: Весілля             | All of My Heart: The Wedding               | Дженні Фінтлі                          |
| 2018      | тф | Гордість, упередження й омела            | Pride, Prejudice and Mistletoe             | Дарсі Фіцвільям                        |
| 2019      | тф | Кохання, романтика та шоколад            | Love, Romance & Chocolate                  | Емма Колвін                            |
| 2019      | тф | Різдво в Римі                            | Christmas In Rome                          | Анджела де Лука                        |
| 2019      | мс | Панда Кунг-Фу: Лапи долі                 | Kung Fu Panda: The Paws of Destiny         | мати Панда, Сяо                        |
| 2020      | тф | Зима у Вейлі                             | Winter in Vail                             | Челсі Вітмор                           |
| 2020      | тф | Різдвяний вальс                          | Christmas Waltz                            | Евері                                  |
| 2020      | тф | Додому на Різдво                         | Time for Us to Come Home for Christmas     | Сара Томас                             |
| 2021      | тф | Мила Кароліна                            | Sweet Carolina                             | Джозі Вайлдер                          |
| 2021      | тф | Різдво в замку Гарт                      | Christmas at Castle Hart                   | Брук Беннетт                           |
| 2022      | тф | Весільна фата                            | The Wedding Veil                           | Евері Моррісон                         |
| 2022      | тф | Таємниця весільної фати                  | The Wedding Veil Unveiled                  | Евері Гастінгс                         |
| 2022      | тф | Весільна фата. Спадок                    | The Wedding Veil Legacy                    | Евері Гастінгс                         |
| 2022      | тф | Раптова хвиля                            | Groundswell                                | Емма                                   |
| 2022      | тф | Влаштуємо Різдво                         | Haul Out the Holly                         | Емілі                                  |
| 2023      | тф | Весільна фата. Очікування                | The Wedding Veil Expectations              | Евері Гастінгс                         |
| 2023      | тф | Чарівність весільної фати                | The Wedding Veil Inspiration               | Евері Гастінгс                         |
| 2023      | тф | Весільна фата. Подорож                   | The Wedding Veil Journey                   | Евері Гастінгс                         |
| 2023      | тф | Танцюючий детектив: Смертельне танго     | The Dancing Detective: A Deadly Tango      | детектив Констанс Бейлі                |
| 2023      | мс | Гарлі Квінн                              | Harley Quinn                               | Супердівчина (Кара Зор-Ел)             |
| 2023      | тф | Шотландське Різдво                       | A Merry Scottish Christmas                 | доктор Ліндсі Морган                   |
| 2023      | тф | Влаштуємо Різдво 2                       | Haul out the Holly: Lit Up                 | Емілі                                  |
| 2024      | мс | Бетмен: Хрестоносець у плащі             | Batman: Caped Crusader                     | Івонн Френсіс                          |
| 2024      | тф | Різдвяний квест                          | The Christmas Quest                        | Стефані Бакстер                        |
| 2024      | тф | Палкий сніговик                          | Hot Frosty                                 | Кеті Баррет                            |

### Відеоігри
| Рік  | Назва                                                      | Озвучення       |
| ---- | ---------------------------------------------------------- | --------------- |
| 2000 | The Wild Thornberrys: Rambler                              | Еліза Торнберрі |
| 2001 | Nicktoons Racing                                           | Еліза Торнберрі |
| 2001 | Nicktoons Nick Tunes                                       | Еліза Торнберрі |
| 2002 | Nickelodeon Party Blast                                    | Еліза Торнберрі |
| 2002 | The Wild Thornberrys Movie                                 | Еліза Торнберрі |
| 2003 | Rugrats Go Wild                                            | Еліза Торнберрі |
| 2005 | Bratz: Rock Angelz                                         | Кейсі           |
| 2006 | Sonic the Hedgehog                                         | принцеса Еліза  |
| 2011 | Star Wars: The Old Republic                                | Мако            |
| 2013 | Star Wars: The Old Republic – Rise of the Hutt Cartel      | Мако            |
| 2013 | Injustice: Gods Among Us                                   | Затанна Затара  |
| 2013 | Young Justice: Legacy                                      | Затанна Затара  |
| 2014 | Star Wars: The Old Republic – Shadow of Revan              | Мако            |
| 2015 | Infinite Crisis                                            | Затанна Затара  |
| 2015 | Star Wars: The Old Republic – Knights of the Fallen Empire | Мако            |
| 2022 | Nickelodeon Extreme Tennis                                 | Еліза Торнберрі |

### Театр
| рік       | Назва     | роль        | Місце проведення |
| --------- | --------- | ----------- | ---------------- |
| 1992—1993 | Знедолені | юна Козетта | Бродвей          |